# Chorey-les-Beaune
Chorey-les-Beaune és un municipi francès, situat al departament de la Costa d'Or i a la regió de Borgonya - Franc Comtat. L'any 2007 tenia 472 habitants.

## Demografia

### Població
El 2007 la població de fet de Chorey-les-Beaune era de 472 persones. Hi havia 194 famílies, de les quals 48 eren unipersonals (24 homes vivint sols i 24 dones vivint soles), 73 parelles sense fills, 69 parelles amb fills i 4 famílies monoparentals amb fills.
La població ha evolucionat segons el següent gràfic:
Habitants censats

### Habitatges
El 2007 hi havia 233 habitatges, 197 eren l'habitatge principal de la família, 10 eren segones residències i 26 estaven desocupats. 228 eren cases i 5 eren apartaments. Dels 197 habitatges principals, 171 estaven ocupats pels seus propietaris, 14 estaven llogats i ocupats pels llogaters i 11 estaven cedits a títol gratuït; 2 tenien una cambra, 3 en tenien dues, 18 en tenien tres, 43 en tenien quatre i 130 en tenien cinc o més. 159 habitatges disposaven pel capbaix d'una plaça de pàrquing. A 86 habitatges hi havia un automòbil i a 97 n'hi havia dos o més.

### Piràmide de població
La piràmide de població per edats i sexe el 2009 era:
| Homes | Edats   | Dones |
| ----- | ------- | ----- |
| 0     | 95 o +  | 0     |
| 0     | 90 a 94 | 4     |
| 0     | 85 a 89 | 4     |
| 0     | 80 a 84 | 0     |
| 4     | 75 a 79 | 0     |
| 8     | 70 a 74 | 20    |
| 24    | 65 a 69 | 12    |
| 16    | 60 a 64 | 12    |
| 12    | 55 a 59 | 16    |
| 12    | 50 a 54 | 12    |
| 28    | 45 a 49 | 16    |
| 24    | 40 a 44 | 24    |
| 16    | 35 a 39 | 16    |
| 20    | 30 a 34 | 20    |
| 16    | 25 a 29 | 16    |
| 8     | 20 a 24 | 12    |
| 8     | 15 a 19 | 28    |
| 24    | 10 a 14 | 24    |
| 16    | 5 a 9   | 28    |
| 16    | 0 a 4   | 8     |

## Economia
El 2007 la població en edat de treballar era de 302 persones, 225 eren actives i 77 eren inactives. De les 225 persones actives 214 estaven ocupades (119 homes i 95 dones) i 11 estaven aturades (3 homes i 8 dones). De les 77 persones inactives 44 estaven jubilades, 23 estaven estudiant i 10 estaven classificades com a «altres inactius».

### Ingressos
El 2009 a Chorey-les-Beaune hi havia 210 unitats fiscals que integraven 526,5 persones, la mediana anual d'ingressos fiscals per persona era de 23.150 €.

### Activitats econòmiques
Dels 17 establiments que hi havia el 2007, 1 era d'una empresa alimentària, 1 d'una empresa de fabricació d'altres productes industrials, 2 d'empreses de construcció, 9 d'empreses de comerç i reparació d'automòbils, 2 d'empreses d'hostatgeria i restauració i 2 d'empreses immobiliàries.
Dels 5 establiments de servei als particulars que hi havia el 2009, 1 era un taller de reparació d'automòbils i de material agrícola, 2 guixaires pintors i 2 restaurants.
L'any 2000 a Chorey-les-Beaune hi havia 29 explotacions agrícoles que ocupaven un total de 288 hectàrees.

## Equipaments sanitaris i escolars
El 2009 hi havia una escola elemental integrada dins d'un grup escolar amb les comunes properes formant una escola dispersa.

## Poblacions més properes
El següent diagrama mostra les poblacions més properes.